# Rheobatrachus
Genre
Rheobatrachus est un genre d'amphibiens de la famille des Myobatrachidae. Il ne contient que deux espèces, toutes deux éteintes.

## Répartition
Les deux espèces de ce genre se rencontraient au Queensland en Australie.

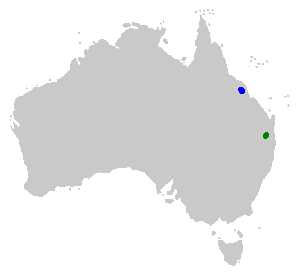
Distribution des deux espèces :
- Rheobatrachus silus (vert)
- Rheobatrachus vitellinus (bleu)

## Description
Elles avaient la caractéristique d'avaler leurs œufs pour les incuber. Pendant cette période elles suspendaient leurs fonctions digestives. Ces deux espèces sont éteintes depuis les années 1980.

## Liste des espèces
Selon Amphibian Species of the World (11 juin 2017) :
- Rheobatrachus silus Liem, 1973
- Rheobatrachus vitellinus Mahony, Tyler & Davies, 1984

## Publication originale
- (en) Liem, 1973 : A new genus of frog of the family Leptodactylidae from SE. Queensland, Australia. Memoirs of the Queensland Museum, vol. 16, p. 459-470.